# Felipe Fraga
Felipe Fraga (Jacundá, 3 de julho de 1995) é um piloto brasileiro de automobilismo, campeão da Stock Car Brasil da temporada de 2016, tornando-se assim o mais jovem piloto a ser campeão da categoria. Venceu a Corrida do Milhão de 2016, além de ser o campeão do Campeonato Brasileiro de Turismo da temporada 2013. Sua última temporada na Stock Car foi 2019. Em 2020, assinou com o time oficial da Mercedes para correr o Intercontinental GT Challenge.